# Meaghan Rath
Meaghan Rath (Montréal, 18 giugno 1986) è un'attrice canadese.

## Biografia
Di origini austriache da parte di padre ed indiane da parte di madre, la Rath è conosciuta per aver interpretato il ruolo di Adena Stiles nella serie televisiva 15/Love dalla prima stagione.
Nel 2011 è protagonista del remake statunitense Being Human nel ruolo del fantasma Sally. Dal 2017 interpreta Tani Rey in Hawaii Five-0.
Nel gennaio 2020 in Supergirl 5x10 interpreta una versione alternativa di Brainy (Querl Dox/Brainiac-5). Jesse Rath, l'attore interprete di Brainy è realmente suo fratello.

## Filmografia

### Cinema
- L'altra metà dell'amore (Lost and Delirious), regia di Léa Pool (2001)
- Prom Wars: Love Is a Battlefield, regia di Phil Price (2008)

### Televisione
- Patatine fritte (Fries with That) – serie TV, 2 episodi (2004)
- 15/Love - serie TV, 47 episodi (2004-2006)
- 10.5: Apocalypse – film TV, regia di John Lafia (2006)
- Heartland – serie TV, 1 episodio (2007)
- My Daughter's Secret – film TV, regia di Douglas Jackson (2007)
- Un matrimonio molto particolare (I Me Wed) – film TV, regia di Craig Pryce (2007)
- The Assistants – serie TV, 13 episodi (2009)
- Aaron Stone – serie TV, 2 episodi (2009)
- 18 to Life – serie TV, 2 episodi (2010-2011)
- Cyberbully - Pettegolezzi online (Cyberbully) – film TV, regia di Charles Binamé (2011)
- Being Human - serie TV (2011-2014)
- Flashpoint - serie TV, 1 episodio (2012)
- Kingdom - serie TV, 3 episodi (2014)
- Banshee - La città del male (Banshee) - serie TV, 5 episodi (2015)
- Motive - serie TV, 1 episodio (2015)
- Secrets and Lies - serie TV, 5 episodi (2015)
- New Girl - serie TV, 5 episodi (2015)
- Come sopravvivere alla vita dopo la laurea (Cooper Barrett's Guide to Surviving Life) – serie TV, 13 episodi (2016)
- Hawaii Five-0 – serie TV, 72 episodi (2017-2020)
- Supergirl - Serie TV, 1 episodio (2020)
- Magnum P.I. - serie TV, 1 episodio (2020)
- How I Met Your Father - serie TV (2023)

## Doppiatrici italiane
Nelle versioni in italiano delle opere in cui ha recitato, Meaghan Rath è stata doppiata da:
- Domitilla D'Amico in Being Human, Secrets and Lies, Motive, Schitt's Creek
- Gemma Donati in Banshee - La città del male, Hawaii Five-0, Magnum P.I.
- Alessia Amendola in Ciberbully
- Angela Brusa in 15/Love
- Benedetta Degli Innocenti in Come sopravvivere alla vita dopo la laurea
- Valentina Stredini in Supergirl
- Maria Giulia Ciucci in How I Met Your Father